# Lake Jill
Der Lake Jill ist ein See an der Ingrid-Christensen-Küste des ostantarktischen Prinzessin-Elisabeth-Lands. In den Larsemann Hills liegt er südwestlich des Blundell Peak. Sein südlicher Rand liegt unter einem Eisdom. 
Wissenschaftler einer von 1986 bis 1987 durchgeführten Kampagne der Australian National Antarctic Research Expeditions führten hier biologische Arbeiten durch. Sie benannten den See nach einer Figur aus einem traditionellen englischen Kinderlied.